# Самсонов, Самсон Иосифович
Самсо́н Ио́сифович Самсо́нов (настоящая фамилия Эйдельште́йн; 23 февраля 1921, Новозыбков — 31 августа 2002, Москва) — советский и российский режиссёр театра и кино, сценарист, актёр. Народный артист СССР (1991).

## Биография
Родился 23 февраля (по другим источникам — 23 марта) 1921 года в Новозыбкове Гомельской губернии РСФСР (ныне в Брянской области Российской Федерации), в семье Иосифа Самуиловича Эйдельштейна (?—1942) и Гени Самсоновны Эйдельштейн (в девичестве Дельён-Циркиной, 1888—1934). У него были брат Самуил (1913—1992) и сёстры Берта (в замужестве Томашпольская, 1922—2003), Ася (в замужестве Краснокутская, 1919—1974) и Серафима (в замужестве Ольшанская, 1917—?). Когда ему был год, семья переехала в Москву, где поселилась на Александровской улице в Марьиной Роще, а позже — в Спасоглинищевском переулке. Отец работал завхозом в кооперативной артели «Красный кустарь-пряничник»; умер от тифа в 1942 году в Ташкенте. Мать умерла в 1934 году, когда сыну было 13 лет, и, так как родители к тому времени уже не жили вместе, будущий режиссёр остался жить с сёстрами и старшим братом.
Учился в Московском областном художественном педагогическом училище изобразительных искусств памяти восстания 1905 года. В 1949 году окончил режиссёрский факультет ВГИКа (мастерская С. А. Герасимова и Т. Ф. Макаровой). Псевдоним Самсонов взял уже после окончания вуза.
С 1939 года — актёр киностудии «Мосфильм», снимался в эпизодах. Работал в качестве режиссёра-практиканта в картине своего учителя «Молодая гвардия». В 1951—1952 годах — режиссёр Театра им. Е. Б. Вахтангова, до 1954 года — режиссёр Театра-студии киноактёра. С 1955 года — режиссёр киностудии «Мосфильм».
Всю свою жизнь тяготел к экранизациям классических произведений. Дебютировал фильмом «Попрыгунья» по рассказу А. П. Чехова, дебют оказался удачным и был отмечен на Венецианском кинофестивале.
В сценарии фильма «Бриллиантовая рука» утверждалось, что сцена фильма с попыткой ночного овладения загипсованной рукой Семёна Семёновича «пронизана духом» «позднего Самсона Самсонова».
Член Союза кинематографистов СССР.
Скончался на 82-м году жизни 31 августа 2002 года, после продолжительной болезни, в Москве. Похоронен в Москве на Троекуровском кладбище.

## Семья
Брат — Самуил Иосифович Эйдельштейн (1913—1992), учёный-медик, фармаколог, автор трудов по антибиотикотерапии в пульмонологии, доктор медицинских наук, профессор.
Первая жена (с 1944 года) — Эмилия Давидовна Эйдельштейн (урождённая Борц, 1924 — после 1998).
- Дочь — Евгения (род. 1955)[12].

Вторая жена (1957—1970) — Маргарита Володина (род. 1938), актриса театра и кино.
- Дочь — Мария (род. 1961).

Третья жена — Татьяна Рудановская.
- Дочь — Екатерина Тиханович[13], художница[14].

## Театральные работы
- 1952 — «Седая девушка», по пьесе Хэ Цзинчжи и Дин Ни (совместно с С. А. Герасимовым и Т. М. Лиозновой[15]) — Государственный академический театр имени Е. Вахтангова

## Фильмография

### Режиссёр
- 1955 — Попрыгунья
- 1955 — За витриной универмага
- 1957 — Огненные вёрсты
- 1960 — Ровесник века
- 1963 — Оптимистическая трагедия
- 1964 — Три сестры
- 1967 — Арена
- 1969 — Каждый вечер в одиннадцать
- 1973 — Много шума из ничего
- 1974 — Чисто английское убийство
- 1976 — Бешеное золото
- 1977 — Журавль в небе… (совм. с А. В. Сиренко)
- 1979 — Фитиль (сюжет № 208 «Безусловный рефлекс»)
- 1978 — Торговка и поэт
- 1981 — Восьмое чудо света
- 1983 — Одиноким предоставляется общежитие
- 1985 — Танцплощадка
- 1989 — Неприкаянный
- 1990 — Мышеловка
- 1992 — Казино
- 1996 — Милый друг давно забытых лет...

### Сценарист
- 1955 — Попрыгунья (по А. П. Чехову)
- 1955 — За витриной универмага (совм. с А. Я. Каплером; в титрах не указан)
- 1963 — Оптимистическая трагедия (совм. с С. К. Вишневецкой)
- 1964 — Три сестры
- 1967 — Арена (совм. с В. Е. Капитановским)
- 1973 — Много шума из ничего
- 1976 — Бешеное золото
- 1985 — Танцплощадка (совм. с А. Я. Ининым)
- 1992 — Казино
- 1996 — Милый друг давно забытых лет...

### Участие в фильмах
- 1985 — Алов (документальный)
- 1999 — Люсьена Овчинникова (из цикла телепрограмм канала ОРТ «Чтобы помнили») (документальный)
- 1999 — Владимир Дружников (из цикла телепрограмм канала ОРТ «Чтобы помнили») (документальный)
- 2000 — Глеб Стриженов (из цикла телепрограмм канала ОРТ «Чтобы помнили») (документальный)
- 2000 — Константин Сорокин (из цикла телепрограмм канала ОРТ «Чтобы помнили») (документальный)
- 2001 — Всеволод Санаев (из цикла телепрограмм канала ОРТ «Чтобы помнили») (документальный)
- 2002 — Владимир Кенигсон (из цикла телепрограмм канала ОРТ «Чтобы помнили») (документальный)

### Архивные кадры
- 2010 — Бегство от смерти. Маргарита Володина (документальный)

## Звания и награды
- Заслуженный деятель искусств РСФСР (1965)
- Народный артист РСФСР (1978)
- Народный артист СССР (1991)
- Орден Почёта (7 июня 1996 года) — за заслуги перед государством, многолетнюю плодотворную деятельность в области культуры и искусства[16]
- Благодарность Президента Российской Федерации (12 апреля 2001 года) — за большие заслуги в области киноискусства[17]
- Венецианский кинофестиваль (Приз «Серебряный лев святого Марка» первой степени и «Кубок Пазинетти» — премия кинокритиков за лучший иностранный фильм, фильм «Попрыгунья», 1955)
- Каннский кинофестиваль (Специальный приз жюри «За наилучшее воплощение революционной эпопеи», фильм «Оптимистическая трагедия», 1963)
- МКФ в Мехико (Приз «Золотая голова Паленке», фильм «Оптимистическая трагедия», 1963)
- Всесоюзный кинофестиваль в Киеве (Приз за лучшую режиссуру, фильм «Одиноким предоставляется общежитие», 1984)
- ОРКФ «Кинотавр» в Сочи (Специальный приз СК РФ, фильм «Милый друг давно забытых лет…», 1996)
- РКФ «Литература и кино» в Гатчине (Специальный приз жюри, фильм «Милый друг давно забытых лет…», 1997).

## Комментарии
1. ↑  На семейном надгробном памятнике фамилия всех членов семьи указывается как «Эдельштейн», однако в составленной дочерью режиссёра Екатериной Самсоновой Тиханович книге об отце указывается исходная фамилия Эйдельштейн[3]. В научных публикациях старшего брата режиссёра — доктора медицинских наук, профессора Самуила Иосифовича Эйдельштейна — фамилия также записана как Эйдельштейн. Первая жена тоже указана как Эмилия Давыдовна Эйдельштейн. На сайте ВГИКа указывается фамилия Эйдельштейн[4]. В адресно-справочной книге «Вся Москва» за 1929 год отец режиссёра указан как Иосиф Самуилович Эйдельштейн[5].